# Cornelia Supera
Cornelia Supera, född okänt år, död efter år 253, var en romersk kejsarinna, gift med kejsar Aemilianus.
De mynt som slagits till hennes ära är ytterst sällsynta.